# Portage Des Sioux (Misuri)
Portage Des Sioux es una ciudad ubicada en el condado de St. Charles en el estado estadounidense de Misuri. En el Censo de 2010 tenía una población de 328 habitantes y una densidad poblacional de 239,85 personas por km².

## Geografía
Portage Des Sioux se encuentra ubicada en las coordenadas 38°55′44″N 90°20′34″O / 38.92889, -90.34278. Según la Oficina del Censo de los Estados Unidos, Portage Des Sioux tiene una superficie total de 1.37 km², de la cual 1.15 km² corresponden a tierra firme y (15.72%) 0.21 km² es agua.

## Demografía
Según el censo de 2010, había 328 personas residiendo en Portage Des Sioux. La densidad de población era de 239,85 hab./km². De los 328 habitantes, Portage Des Sioux estaba compuesto por el 98.48% blancos, el 0% eran afroamericanos, el 0% eran amerindios, el 0% eran asiáticos, el 0% eran isleños del Pacífico, el 0.61% eran de otras razas y el 0.91% pertenecían a dos o más razas. Del total de la población el 1.83% eran hispanos o latinos de cualquier raza.